# 義観
義観（ぎかん、文政6年10月23日（1823年11月5日）－明治2年2月26日（1869年4月7日））は幕末の天台宗の僧侶。俗名は金子 劇三、初名は堯運。真如院住職。法号より覚王院 義観（かくおういん ぎかん）とも称される。

## 人物
武蔵国新座郡根岸村（現在の埼玉県朝霞市根岸）の農家・金子栄蔵の子として生まれる　。天保3年（1832年）に10歳で寛永寺の子院である大慈院の堯覚の下に弟子入りして堯運と名乗り、後に真如院の義厳の下に移って義観と改名した。26歳の若さで真如院を継承し、慶応3年（1867年）に公現入道親王（後の北白川宮能久親王）が輪王寺門跡を継承すると、輪王寺宮執当に任ぜられて寛永寺の寺務責任者となり、入道親王から覚王院の号を授けられた。ところが、この年、征夷大将軍徳川慶喜が大政奉還を行うものの、朝幕関係は緊迫し、戊辰戦争の開始と共に徳川将軍家は朝敵となる。
慶応4年/明治元年（1868年）に入ると、公現入道親王と共に徳川将軍家救済のために駿府に赴いて、東征大総督有栖川宮熾仁親王に入道親王の意向を伝えるが、新政府側の対応に反発して、入道親王と共に徹底抗戦論に転じ、寛永寺周辺に集結した彰義隊を擁護する立場を取った。上野戦争で彰義隊が壊滅すると、入道親王を奉じて江戸を脱出して東北地方を転戦、奥羽越列藩同盟の結成にも関与した。仙台藩の降伏を知った入道親王が新政府軍に降伏した際に義観もこれに従うが、親王は京都に護送され、義観は江戸本郷の松平美作守邸に禁固される。しかし、翌年に病によって病没し、真如院歴代住職の墓に葬られた。